# Francisco Cabral y Aguado Bejarano
Francisco Cabral y Aguado Bejarano (Sevilla, 1824-Sevilla, 1890) fue un pintor español.

## Biografía
Se inició en el taller familiar, junto a su hermano Manuel Cabral y Aguado Bejarano, bajo la tutela de su padre, el también pintor Antonio Cabral Bejarano. Completó su formación en la Escuela de la Academia de Nobles Artes de Santa Isabel de Sevilla. Su producción artística está compuesta principalmente por temas costumbristas andaluces, retratos, temas religiosos y copias de las obras de Bartolomé Esteban Murillo. Un Retrato de caballero pintado por él se conserva en los depósitos del Museo del Prado de Madrid.